# Nayong
Nayong, tidigare stavat Nayung, är ett härad som lyder under Bijies stad på prefekturnivå i Guizhou-provinsen i sydvästra Kina.